# Contratti innominati (diritto romano)
Nel diritto romano non c'era una nozione generale e astratta di contratto, ma erano considerate tali le figure negoziali assistite da specifica azione sanzionatoria o diventavano tali grazie alla tutela pretoria. Riconoscere effetti obbligatori ad ogni convenzione lecita avrebbe significato negare alla radice la tipicità contrattuale. Perciò si andò riconoscendo via via valore obbligatorio alle convenzioni atipiche per cui ognuna delle parti fosse onerata o di un dare o di un facere (patti e convenzioni innominate). Il consenso sarebbe dovuto emergere da una prestazione di una parte in vista di una controprestazione cui era tenuta la controparte.
Rendono bene l'idea gli schemi proposti al riguardo nel Digesto dal giurista Paolo che li suddivide in quattro tipi: do ut des, do ut facias, facio ut des, facio ut facias. Si trattò di una breccia che si aprì nel mondo romano della tipicità contrattuale. Tali contratti innominati assunsero la qualifica di contratti unilaterali (l'obbligazione nasce a carico di una parte soltanto, quella stessa che, per avere ricevuto la prestazione, sarà tenuta alla controprestazione). Dal secondo secolo d.C. alcuni giuristi affermarono il principio per cui le convenzioni atipiche in cui una parte avesse fatto una prestazione in vista di una controprestazione avrebbero dato luogo a obligatio civilis. Ecco che si accordò all'attore un'actio praescriptis verbis in cui si precisò che il debitore rispondeva per dolo e colpa. I negozi dei quali si è detto poterono perciò essere qualificati come contratti essendo caratterizzati appunto, per quanto interessa per ora ribadire, dal fatto che la parte, o le parti creditrici, hanno azione per l'adempimento. Prima dell'actio praescriptis verbis i negozi del tipo do ut facias e do ut des non erano rimasti privi di tutela, potendo la parte che avesse compiuto una datio nel senso di trasferimento della proprietà, ricorrere alla condictio causa data causa non consecuta (extracontrattuale) per ripetere quanto prestato nel caso in cui la controprestazione fosse mancata. Nei negozi facio ut des e facio ut facias, mancata la controprestazione soccorreva l'actio de dolo, che perseguiva una pena corrispondente al pregiudizio patito dall'attore. Si poteva così chiedere a scelta l'adempimento (con l'actio praescriptis verbis) o la risoluzione (se si agiva con la condictio).
- La permuta (permutatio) era un contratto do ut des e l'effetto obbligatorio non si produceva che con la datio e un'obbligazione nasceva dunque solo nel caso chi avendo ricevuto una cosa fosse tenuto a darne un'altra secondo quanto convenuto.
- Il precario (precarium) era una concessione di un bene che un soggetto, il precario dans faceva ad altro soggetto, il precario accipiens perché ne godesse gratuitamente e lo restituisse a semplice richiesta. Esso deriva il suo nome dalle preghiere che il precarista rivolgeva al precario dans per ottenere la concessione in uso e godimento. A costui veniva concessa la legittimazione attiva all'interdictum uti possidetis (solo contro i terzi e non contro il concedente) e la qualifica di possessore (ma non ad usucapionem). Di qui la possibilità per il condente di impossessarsi della cosa con atto di autodifesa. In seguito si concesse un interdictum quod precario. A differenza del comodato esso veniva applicato soprattutto ai beni immobili e mentre il comodatario rispondeva per custodia, di una responsabilità del precarista per deterioramento o perimento non si poteva dapprima parlare. Al precario dans si dà infine una actio praescriptis verbis, venendo così il precario considerato come contratto innominato.
- Il contratto estimatorio (aestimatum) che consisteva nell'affidare ad altri una cosa stimata per venderla, con l'obbligo del ricevente di restituire il valore di stima, restando a favore del ricevente l'eventuale ricavato di più, ovvero la cosa stessa invenduta.
- La transazione (transactio). È la rinuncia che una parte fa, accontendandosi di qualcosa di meno della sua originaria pretesa (aliquid datum aliquid retentum), ad un suo diritto controverso, o la parziale rinuncia reciproca ad obbligazioni controverse esistenti tra le parti, al fine di evitare il sorgere o la prosecuzione di una lite giudiziaria. nel diritto classico essa non aveva natura di negozio autonomo, ma era solo la <<causa>> di svariati negozi: si attuava, ad es., <<novando>> le precedenti obbligazioni mediante la stipulatio Aquiliana ed estinguendo poi la nuova obbligazione, nata dalla 'stipulatio', per mezzo della  acceptilatio. Nel diritto giustinianeo, il contraente che avesse rinunciato a una parte delle proprie pretese era tutelato contro l'altro, che non volesse rispettare la transazione fatta, da un'actio praescriptis verbis: ciò giustifica l'inquadramento della figura fra i contratti innominati.

| Controllo di autorità | Thesaurus BNCF 64026 |